# AKB48、最近聞いた!〜一緒にKYOUSOUしませんか?〜
『AKB48、最近聞いた!〜一緒にKYOUSOUしませんか?〜』（エーケービーフォーティーエイト、さいきんきいた いっしょにきょうそうしませんか）は、2024年4月3日（2日深夜）から2024年6月26日（25日深夜）までテレビ東京（テレ東）で放送されていたバラエティ番組で、AKB48の冠番組である。

## 概要
2022年10月5日（4日深夜）から2024年3月27日（26日深夜）までに放送されていた『AKB48、最近聞いたよね…〜一緒になんかやってみませんか?〜』を改題・パワーアップした番組である。
「一緒にKYOUSOU」とは、「AKB48が”共創”をテーマに様々な人々と一緒に何かを創り上げる」という趣旨である。
前番組に引き続き、番組内企画としてARスポーツの「HADO」でチーム対抗のリーグ戦『AKB48天下一HADO会』を開催し、その大会の様子を番組内で放送する。
またナレーションは前番組に引き続き、AKB48のメンバーおよび研究生が週替わりで担当している。
なお、2021年放送開始の『乃木坂に、越されました〜AKB48、色々あってテレ東からの大逆襲!〜』から前番組までMCとして出演していたひろゆき（西村博之）や、ロケ企画の進行役でひろゆきをアニメ化した「ひろゆこ」は、本番組には出演していない。

## 出演者
レギュラー
- AKB48

ゲスト・その他出演者
- 宮澤佐江（AKB48 OG）- #1
- 新井希 （マクセル アクアパーク品川・事業戦略担当サブリーダー） - #1・3
- なかたかな（DELISH KITCHEN・フードスタイリスト） - #5
- 矢野寛和（日光たかとくキャンプステーション・支配人） - #6 - 7
- 山田碩斗（熱海商工会議所経営サポート課 スタッフ） - #8
- 阿部博文（熱海商工会議所事務局長） - #8
- 岩出透（東武鉄道） - #10
- 髙橋恭子（東武鉄道SL観光アテンダント）- #10
- 荒井美帆（東武鉄道SL観光アテンダント）- #10
- 神戸美夏子（東武鉄道SL観光アテンダント）- #10
- 柏木（KASHIWA CAFE & COFFEE ROASTERY・オーナー） - #10
- 上遠野優一（日光金谷ホテル営業企画課） - #11
- 宇留野貴嗣（日光金谷ホテル 副料理長） - #11

## 放送日程

### 2024年
| 回 | 放送日  | サブタイトル | ナレーション | 共創企画出演メンバー （ロケ地・コラボ先） | HADO企画・その他 | 出典 備考 |
| -- | ------- | --- | ------------ | --- | --- | --------- |
| 1  | 4月3日  | 【柏木由紀伝説の卒コン密着&水族館コラボ】伝説となった柏木由紀の卒業コンサートに番組カメラが密着。17年の想いが詰まったコンサートの裏にあったモノとは？感動と涙に包まれた舞台裏もお見せします。  | 倉野尾成美   | 橋本恵理子、秋山由奈、工藤華純、八木愛月 （マクセル アクアパーク品川） | （柏木由紀卒業コンサートに密着） AKB48 | [ 2 ]     |
| 2  | 4月10日 | 【新体制の船出！春コンとメンバーの想い】4代目総監督に就任した倉野尾成美が率いるAKBの春コンに密着。楽曲をフルサイズでお送りするなど新たな事に挑戦するメンバーの姿を追います。                   | 山内瑞葵     | - | （新体制コンサートの裏側に密着） AKB48 （AKB48天下一HADO会 〜そして伝説へ〜 DAY5） 岩立沙穂、行天優莉奈、下尾みう、田口愛佳、谷口めぐ、千葉恵里、徳永羚海、永野芹佳、橋本陽菜、福岡聖菜、武藤小麟、山内瑞葵 | [ 6 ]     |
| 3  | 4月17日 | 【19期研究生の素顔＆水族館コラボ2】新しい体制がスタートしたAKB48。春コンで19期研究生の5人のお披露目がありました。舞台に立つ直前に緊張で涙があふれるメンバー。その素顔に迫ります。              | 工藤華純     | 橋本恵理子、秋山由奈、工藤華純、八木愛月 （マクセル アクアパーク品川） | （密着! 19期研究生アイドルへの道） AKB48 19期研究生 | [ 8 ]     |
| 4  | 4月24日 | 【GWに行きたい話題の没入スポット体験】GWに行きたい話題のスポットをAKB48が紹介します。今回はGWに行きたいお台場の新スポットに潜入！体験型のスポットで、メンバーも大はしゃぎです！                | 徳永羚海     | 大盛真歩、佐藤綺星、谷口めぐ、長友彩海 （イマーシブ・フォート東京） | （AKB48天下一HADO会 〜そして伝説へ〜 DAY6） 太田有紀、小濱心音、込山榛香、佐藤綺星、下尾みう、長友彩海、谷口めぐ、向井地美音、秋山由奈、新井彩永、迫由芽実、山口結愛 | [ 11 ]    |
| 5  | 5月1日  | 【深夜に食べたい絶品グルメ】深夜に食べたい絶品グルメをメンバーが調理して試食します。深夜でもがっつり食べたい！という思いから肉・スイーツと背徳感たっぷりの料理を調理、そして食リポします。     | 布袋百椛     | 大盛真歩、佐藤綺星、谷口めぐ、長友彩海 （DELISH KITCHEN） | - | [ 13 ]    |
| 6  | 5月8日  | 【キャンプを楽しみたい！19期研究生】日光に出来たばかりのキャンプ場で、お披露目したばかりの19期研究生が大奮闘！キャンプ場紹介から定番のカレー作りまで初めての地上波ロケを精一杯がんばります。   | 白鳥沙怜     | 下尾みう、伊藤百花、川村結衣、花田藍衣 （栃木県日光市・日光たかとくキャンプステーション） | （AKB48天下一HADO会 〜そして伝説へ〜 DAY7） 岩立沙穂、小栗有以、倉野尾成美、黒須遥香、込山榛香、鈴木くるみ、髙橋彩音、長友彩海、正鋳真優、水島美結、向井地美音、久保姫菜乃 | [ 16 ]    |
| 7  | 5月15日 | 【19期研究生がキャンプ場で奮闘】2週にわたってお送りする19期研究生のキャンプ企画。今週は、MV撮影の練習から食レポを披露。更に特技対決ではかわいさ全開のパフォーマンスも！                        | 奥本カイリ   | 下尾みう、伊藤百花、川村結衣、花田藍衣 （栃木県日光市・日光たかとくキャンプステーション） | - | [ 18 ]    |
| 8  | 5月22日 | 【静岡県熱海の穴場スポットめぐり】村山彩希・谷口めぐ・長友彩海・山内瑞葵の4名が人気観光地である熱海の穴場スポットを巡ります。4人は熱海を盛り上げようと、穴場スポットでバズりワードを考えます。 | 谷口めぐ     | 谷口めぐ、長友彩海、村山彩希、山内瑞葵 （静岡県熱海市） | （AKB48天下一HADO会 〜そして伝説へ〜 DAY8） 小栗有以、倉野尾成美、黒須遥香、小濱心音、込山榛香、鈴木くるみ、徳永羚海、橋本恵理子、畠山希美、平田侑希、水島美結、村山彩希 | [ 20 ]    |
| 9  | 5月28日 | 【熱海グルメと感動の送別女子会】今回は女子会で食べたい熱海グルメを探します。さらに特別に用意した貸別荘での女子会で、卒業間近の谷口めぐさんへサプライズを敢行！笑いあり涙ありの30分です。       | 福岡聖菜     | 谷口めぐ、長友彩海、村山彩希、山内瑞葵 （静岡県熱海市） | - | [ 23 ]    |
| 10 | 6月5日  | 【栃木県日光へ日本の魅力再発見旅】KLP48に移籍する3人が、日本の魅力を再発見するために日光へ！列車の中でグルメを堪能しながらマレーシアへの想いを馳せ、SLではまさかの体験を味わいます！           | 田口愛佳     | 黒須遥香、行天優莉奈、山根涼羽 （栃木県日光市） | （AKB48天下一HADO会 〜そして伝説へ〜 DAY9） 太田有紀、坂川陽香、橋本恵理子、橋本陽菜、布袋百椛、山﨑空、秋山由奈、新井彩永、工藤華純、迫由芽実、八木愛月、山口結愛 （AKB48天下一HADO会 〜そして伝説へ〜 DAY10） 行天優莉奈、坂川陽香、佐藤綺星、佐藤美波、長友彩海、福岡聖菜、正鋳真優、山根涼羽、新井彩永、工藤華純、久保姫菜乃、八木愛月                                                                                      | [ 26 ]    |
| 11 | 6月12日 | 【栃木県日光で日本の魅力再発見】KLP48に移籍する3人が日光で日本の魅力を再発見する旅。郷土料理を味わった後は、歴史あるホテルでディナー。更にメンバーから感動のサプライズも！                     | 武藤小麟     | 黒須遥香、行天優莉奈、山根涼羽、徳永羚海、武藤小麟 （栃木県日光市）【最先端エンタメ水族館とのコラボ】橋本恵理子、布袋百椛、秋山由奈、工藤華純、迫由芽実、八木愛月 （マクセル アクアパーク品川） | - | [ 28 ]    |
| 12 | 6月19日 | 【伝説の大会！涙と感動の激闘の記録】半年にわたって戦いが繰り広げられてきた天下一HADO会も最終優勝決定戦を残すのみ！会場に足を運んだ人たちが口々に言った「伝説の大会」その模様をお送りします。   | 八木愛月     | - | （ドラマ撮影現場に密着『星屑テレパス』） 大盛真歩、伊藤百花、佐藤綺星、山﨑空 （AKB48天下一HADO会 〜そして伝説へ〜 DAY11） 岩立沙穂、行天優莉奈、小濱心音、坂川陽香、田口愛佳、千葉恵里、長友彩海、橋本陽菜、平田侑希、向井地美音、久保姫菜乃、迫由芽実 （AKB48天下一HADO会 〜そして伝説へ〜 DAY12） 小栗有以、倉野尾成美、黒須遥香、下尾みう、鈴木くるみ、谷口めぐ、布袋百椛、正鋳真優、山内瑞葵、秋山由奈、工藤華純、八木愛月 | [ 31 ]    |
| 13 | 6月26日 | 【新生AKB48！始動】ニューシングルのMV撮影に密着！新生AKB48の魅力に迫ります。 | 向井地美音   | - | （64thシングル『恋 詰んじゃった』密着ドキュメンタリー 〜新生AKB48の覚悟〜・MV公開） AKB48選抜メンバー | [ 34 ]    |

## 放送時間
放送局
| 放送期間                 | 放送日時                         | 放送局              | 対象地域   | 備考      |
| ------------------------ | -------------------------------- | ------------------- | ---------- | --------- |
| 2024年4月3日 - 6月26日   | 毎週水曜 1:30 - 2:00（火曜深夜） | テレビ東京（TX）    | 関東広域圏 | 制作局    |
| 2024年7月8日 - 9月30日   | 毎週月曜 1:50 - 2:20（日曜深夜） | テレビ北海道（TVh） | 北海道     |           |
| 2024年10月6日 - 12月22日 | 毎週日曜 2:15 - 2:45（土曜深夜） | テレビ愛知（TVA）   | 中京広域圏 | [ 注 10 ] |

ネット配信
| 配信期間              | 更新日時         | 配信元               | 備考                               |
| --------------------- | ---------------- | -------------------- | ---------------------------------- |
| 2024年4月3日 - 7月3日 | 放送日 17:00配信 | TVer・ネットもテレ東 | 各回配信開始から1週間後の16:59まで |

## スタッフ
- カメラ：今井巧（#1・3）、飯田一志（#4・5）、市川大祐（#4・5）、真田光（#6・7）、大澤崇久（#6・7）、久場政周（#8 - 11）、出澤圭祐（#8・9）、小宮巧輝（#8）、下村哲郎（#10・11）、山内俊介（#11）、水杉楓（#11）、山口和也（#12）
- 音声：菅沼緯馳郎（#1・3）、林紘子（#4・5）
- 照明：上田稜（#11）、伊藤匠（#11）
- 編集：寺田直弘（#1 - 12）、小波津崇王（#1 - 12）、池田澪（#13）、河野祥弥（#13）
- MA：水津一博（#1・5）、森司朗（#2・3・8・9・12）、石田雅一（#4）、井手啓太（#6）、川端千尋（#7）、岸本権人（#10）、奴賀貴幸（#11）、熊井明子（#13）
- 音効：鏑木太郎
- 技術協力：ジーリンクスタジオ
- 音源提供：JOYSOUND（#3・6）
- 取材協力：DELISH KITCHEN（#5）
- 協力►提供：meleap（#1・2・4・6・8・10・12）
- 衣装提供：LOGOS（#6・7）
- 撮影協力：マクセル アクアパーク品川（#1・3・11）
- デスク：伊藤宏之（#1・3・4・6 - 13）
- AD：兒玉光弘、齋藤慎之介（#2 - 13）、石山匠（#1・5・7、#2はカメラ）、寺西智紀（#3・10・11）、高橋月陽（#6・7）、関川祐亮（#8・9）、稲村優（#10・11）、佐藤寿美里（#11）
- ディレクター：中尾阿実（#1 - 3）、池田日向（#1 - 3・5）、中野成美（#1 - 4、#6 - 8はカメラ）、金澤忠延（#4・10・11）、村松佑亮（#5）、植田良樹（#6・7・12）、浜英之（#8・9）、水野将仁（#8・9）、神林直人（#8・9）、菅谷亮介（#10・11）、高田裕斗（#10・11）
- MV監督：まつおゆきこ（#11）
- 演出ディレクター：坂田朋久
- プロデューサー：伊達恵介（テレビ東京制作）、土井一弘（テレビジョンフィールド）、高城あずさ（テレビマンユニオン、#1、#2はカメラ）、徳村寛樹（#11）
- チーフプロデューサー：井上貴司（テレビ東京制作）
- 制作協力：Television Field
- 製作：テレビ東京、テレ東制作